# Teklanowo
Teklanowo – kolonia krajeńska w Polsce położona w województwie kujawsko-pomorskim, w powiecie sępoleńskim, w gminie Sępólno Krajeńskie.
W latach 1975–1998 miejscowość administracyjnie należała do województwa bydgoskiego.